# Liberty's

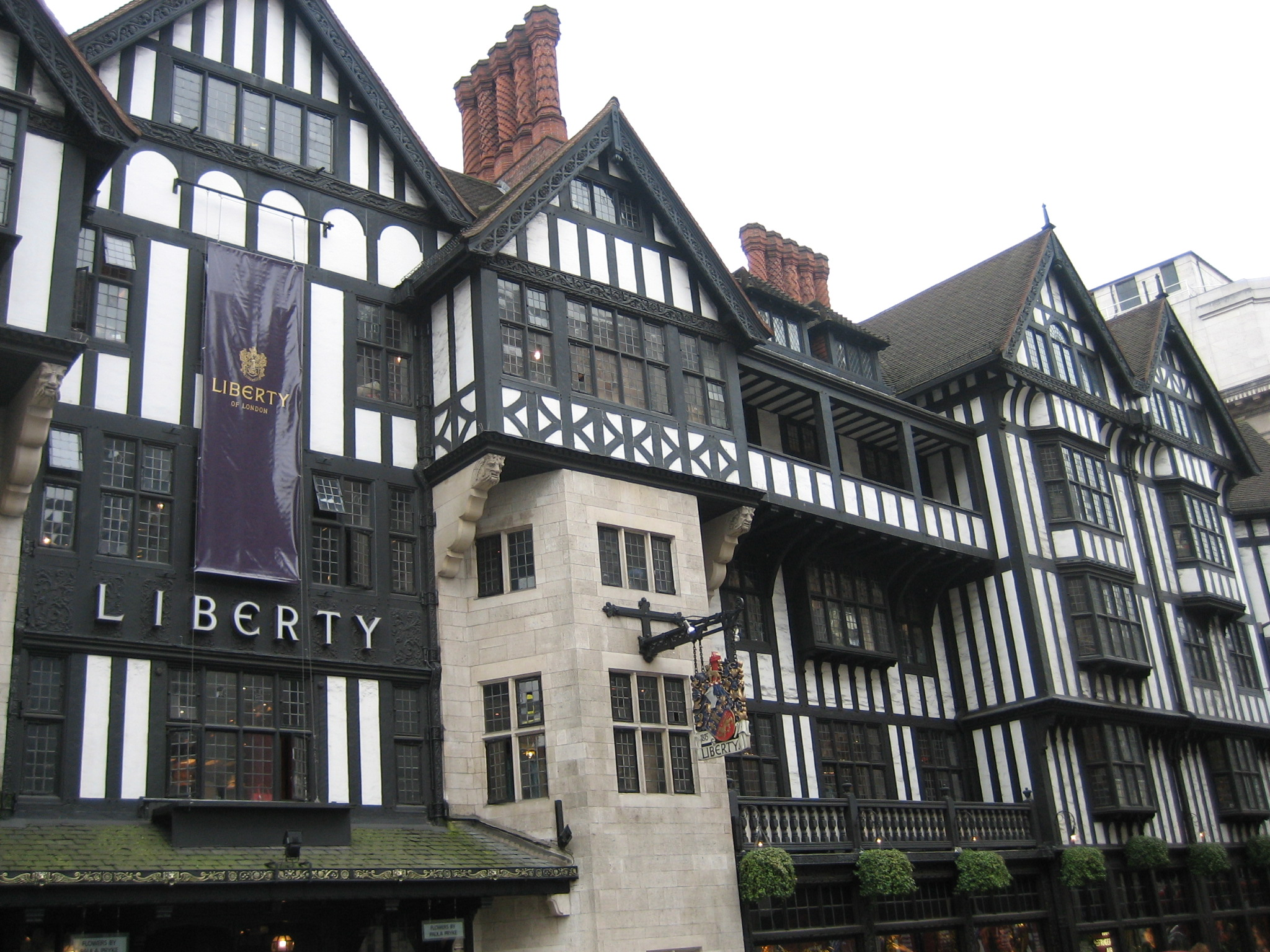
Facciata Tudor su Great Marlborough Street

Liberty, comunemente noto come Liberty's, è un grande magazzino di lusso a Londra. Si trova in Great Marlborough Street nel West End. L'edificio si estende da Carnaby Street a est a Kingly Street a ovest, dove forma un arco di tre piani sopra l'ingresso nord del centro commerciale Kingly Street che ospita il Liberty Clock al centro. Liberty è conosciuto in tutto il mondo per il suo stretto legame con l'arte e la cultura ed è famoso soprattutto per i suoi tessuti con stampe audaci e floreali. Il vasto negozio finto Tudor vende anche moda, bellezza e articoli per la casa da uomo, donna e bambino di un mix di marchi ed etichette di fascia alta ed emergenti.
Il negozio è noto per individuare e sostenere i giovani designer all'inizio della loro carriera e molti marchi ora importanti sono stati disponibili per la prima volta al Liberty. Il negozio ha svolto un ruolo essenziale nella diffusione e divulgazione dello stile moderno (l'Art Nouveau britannica e italiana, in particolare). Ciò continua la lunga reputazione di Liberty per la collaborazione con artisti e designer britannici.

## Storia

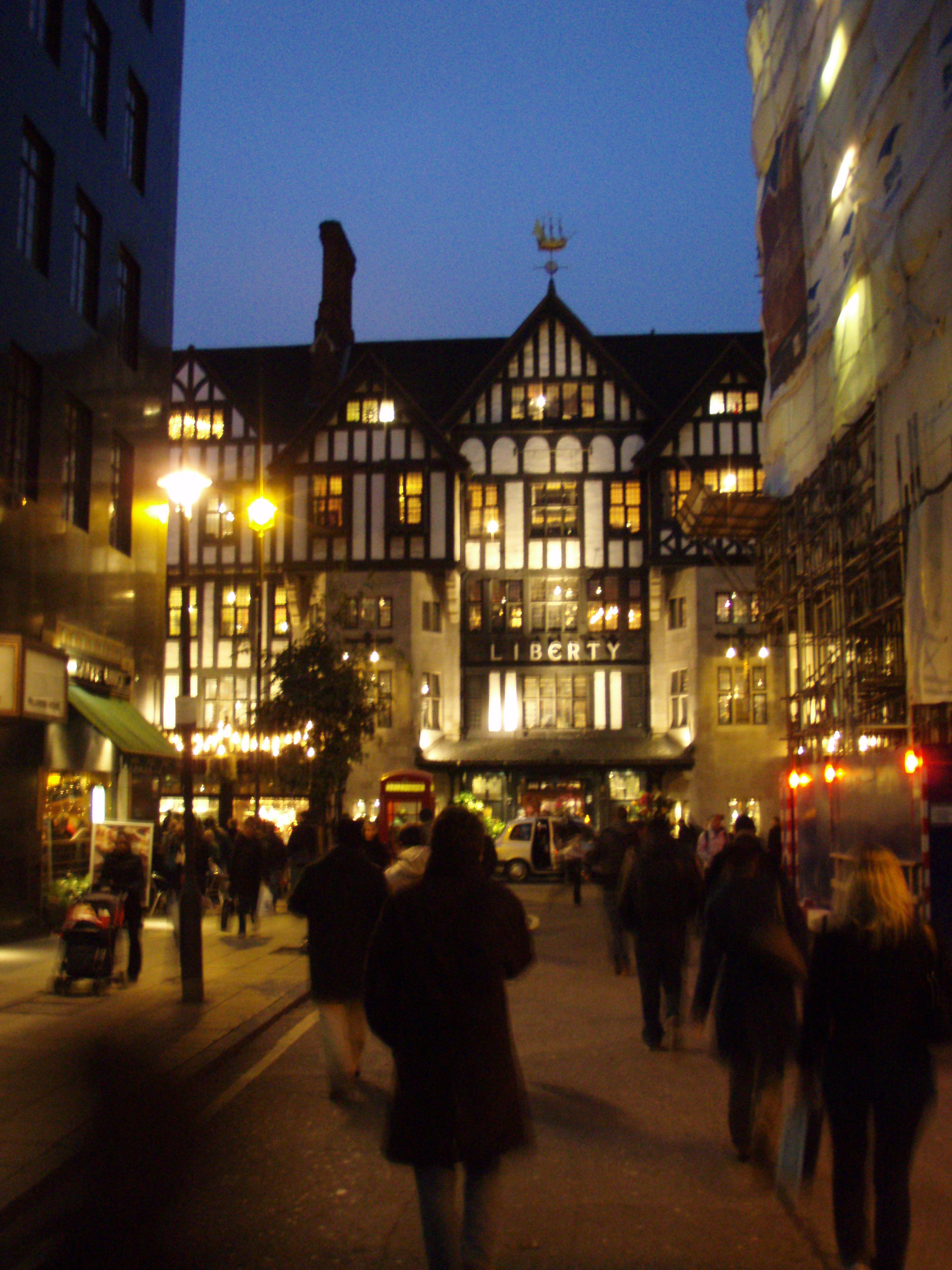
Vista da Argyll Street

### Storia antica
Arthur Lasenby Liberty nacque a Chesham, nel Buckinghamshire, nel 1843. Era impiegato dai signori Farmer & Rogers in Regent Street nel 1862, anno della Seconda Esposizione Universale di Londra. Nel 1874, ispirato dai suoi 10 anni di servizio, decise di avviare un'attività in proprio, cosa che fece l'anno successivo.
Con un prestito di 2.000 sterline, ottenuto dal suo futuro suocero, accettò l'affitto di mezzo negozio al 218a di Regent Street con tre membri dello staff.
Il negozio aprì nel 1875 vendendo ornamenti, tessuti e oggetti d'arte dal Giappone e dall'Oriente. In diciotto mesi aveva rimborsato il prestito e acquisito la seconda metà di 218 Regent Street. Man mano che l'attività cresceva, venivano acquistate e aggiunte proprietà vicine.
Nel 1884, introdusse il dipartimento dei costumi, diretto da Edward William Godwin (1833-1886), un distinto architetto e membro fondatore della The Costume Society. Lui e Arthur Liberty crearono abbigliamento interno per sfidare le mode di Parigi.
Nel 1885, fu acquisita 142-144 Regent Street e ospitò la domanda sempre crescente di tappeti e mobili. Il seminterrato prendeva il nome di Bazar Orientale, ed era il punto vendita di quelli che venivano descritti come "oggetti d'arredo decorativi". Chiamò la proprietà Chesham House, dal luogo in cui era cresciuto. Il negozio divenne il luogo più alla moda per fare acquisti a Londra e i tessuti Liberty erano usati sia per l'abbigliamento che per l'arredamento. Alcuni dei suoi clienti erano esotici, e includevano famosi artisti preraffaelliti.

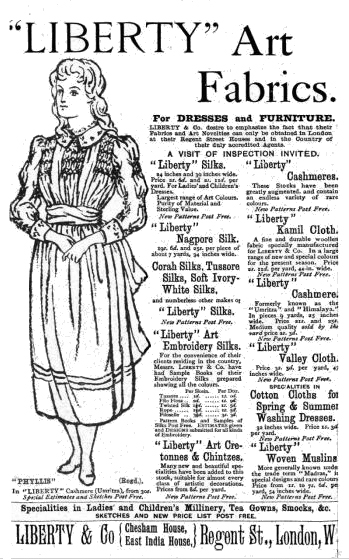
Pubblicità di tessuti d'arte Liberty, maggio 1888

Nel novembre 1885, Liberty portò quarantadue abitanti di un villaggio dall'India per allestire un villaggio vivente di artigiani indiani. Liberty's era specializzato in prodotti orientali, in particolare sete indiane importate, e lo scopo dell'esposizione era generare sia pubblicità che vendite per il negozio.
Durante gli anni 1890, Liberty instaurò forti relazioni con molti designer inglesi. Molti di questi, tra cui Archibald Knox, praticavano gli stili artistici conosciuti come Arts and Crafts e Art Nouveau, e Liberty contribuì a sviluppare l'Art Nouveau attraverso il suo incoraggiamento a tali designer. L'azienda si associò a questo nuovo stile, tanto che in Italia l'Art Nouveau prese il nome di Stile Liberty, dal nome del negozio londinese.

### Anni 1920
L'edificio in stile neo Tudor fu costruito in modo che il commercio potesse continuare mentre venivano completati i lavori di ristrutturazione negli altri locali, e nel 1924 questo negozio fu costruito con il legname recuperato da due navi: HMS Impregnable (ex HMS Howe) e HMS Hindustan. La facciata su Great Marlborough Street è della stessa lunghezza dell' Hindustan ed è stata dichiarata   monumento classificato di grado II*.
L'emporio venne progettato da Edwin Thomas Hall e da suo figlio, Edwin Stanley Hall. Progettarono l'edificio al culmine della moda degli anni 1920 per il revival Tudor. Il negozio fu progettato attorno a tre pozzi di luce che costituivano il fulcro principale dell'edificio. Ciascuno di questi era circondato da stanze più piccole per creare un'atmosfera casalinga. Molte delle stanze avevano caminetti e alcune esistono ancora.
Lo storico dell'architettura Nikolaus Pevsner è stato molto critico nei confronti dell'architettura dell'edificio, dicendo: "La scala è sbagliata, la simmetria è sbagliata. La vicinanza a una facciata classica eretta allo stesso tempo dalla stessa ditta è sbagliata, e il viavai di un negozio dietro una facciata del genere (e sotto quei camini contorti dei Tudor) è il più sbagliato di tutti» 
Arthur Liberty morì nel 1917, sette anni prima del completamento dei suoi negozi.

### Dopoguerra
Negli anni 1950 continuò la sua tradizione di design alla moda ed eclettico. Tutti i reparti del negozio avevano una collezione di design sia contemporanei che tradizionali. Furono promossi nuovi designer e spesso inclusi quelli che ancora rappresentano la tradizione Liberty per il lavoro artigianale.
Nel 1955, Liberty iniziò ad aprire diversi negozi regionali in altre città del Regno Unito; il primo di questi fu a Manchester. Negozi successivi furono aperti a Bath, Brighton, Chester, York, Kingston upon Thames, Exeter e Norwich.
Negli anni 1960 tornarono di moda le influenze stravaganti e orientali, così come lo stile decò, e Liberty adattò i suoi progetti di arredo dal suo archivio.
Nel 1996, Liberty ha annunciato la chiusura dei suoi venti negozi fuori Londra, concentrandosi invece su punti vendita più piccoli negli aeroporti.
Dal 1988 Liberty ha una filiale in Giappone che vende prodotti a marchio Liberty nei principali negozi giapponesi. Vende anche tessuti Liberty a negozi di moda internazionali e locali con sedi in Giappone.

### Anni 2000
Il negozio londinese di Liberty è stato venduto per 41,5 milioni di sterline e poi riaffittato dall'azienda nel 2009, per saldare i debiti prima di una vendita. Successivamente, nel 2010, Liberty è stata rilevata dalla società di private equity BlueGem Capital con un accordo del valore di 32 milioni di sterline.
Si prevedeva che il fatturato per il 2018 fosse di 133 milioni di sterline con gran parte della sua crescita proveniente dalle collezioni del proprio marchio di tessuti, articoli per la casa, accessori e moda prêt-à-porter.

### Documentario televisivo
Dal 2 dicembre 2013, Liberty è stato al centro di una serie di documentari televisivi in tre puntate della durata di un'ora intitolati Liberty of London, in onda su Channel 4. Il documentario segue Ed Burstell (amministratore delegato) e il team di vendita al dettaglio del dipartimento nell'intenso periodo che precede il Natale 2013.
Channel 4 ha inoltre commissionato una seconda serie del documentario il 28 ottobre 2014. Questa serie presentava quattro episodi della durata di un'ora basati su sei mesi di filmati senza precedenti. La seconda serie è iniziata il 12 novembre 2014.

## Collaborazioni
Liberty ha una storia di progetti collaborativi: da William Morris e Dante Gabriel Rossetti nel XIX secolo a Yves Saint Laurent e Dame Vivienne Westwood nel XX secolo. Le recenti collaborazioni includono marchi come Scott Henshall, Nike, Dr. Martens, Hello Kitty, Barbour, House of Hackney, Vans, Onia, Manolo Blahnik, Uniqlo, J.Crew, Superga, TM Lewin, Drew Pritchard di Salvage Hunters e illuminazione antica specialista Fritz Fryer. Nella sua collezione Autunno/Inverno 2020, Liberty ha ricreato alcune delle stampe classiche di William Morris. Queste ricreazioni sono state "reimmaginate in modo vivace" per un mercato contemporaneo, incorporando più dettagli e colori rispetto agli originali di Morris.